# Rottalmoos
Rottalmoos är en hed i Österrike.   Den ligger i förbundslandet Niederösterreich, i den nordöstra delen av landet, 130 km nordväst om huvudstaden Wien.
I omgivningarna runt Rottalmoos växer i huvudsak blandskog. Runt Rottalmoos är det ganska glesbefolkat, med 48 invånare per kvadratkilometer.